# بات كينيدي
بات كينيدي (بالإنجليزية: Pat Kennedy)‏ هو مدرب كرة سلة أمريكي، ولد في 5 يناير 1952 في كيبورت في الولايات المتحدة.

## روابط خارجية
- بات كينيدي على موقع كلية كرة السلة في سبورتس رفرنس.كوم (الإنجليزية)